# گلامورگن جنوبی
گلامورگن جنوبی (به انگلیسی: South Glamorgan) یک شهرستان در ولز است.